# Jolanda Batagelj
Jolanda Batagelj (rojena Steblovnik, do leta 2002 Čeplak), , slovenska atletinja, * 12. september 1976, Celje.

## Življenjepis in kariera
V zgodnji karieri se ni specializirala in je tekla na različnih razdaljah, nato pa je pričela intenzivneje tekmovati na 800 m in dosegla nekaj uspehov na tekmovanjih Mednarodne atletske zveze, čeprav je tekmovala proti takrat nepremagljivi Marii Mutola.
Njena najuspešnejša sezona je bila leta 2002. Zmagala je v teku na 800 m na evropskem dvoranskem prvenstvu na Dunaju, kjer je s časom 1:55,82 postavila svetovni dvoranski rekord, na atletskem mitingu EAA v belgijskem Heusden Zolderju, kjer je s časom 1:55,19 kljub slabim vremenskim razmeram dosegla tudi najboljši rezultat leta na svetu in trinajsti najboljši rezultat vseh časov, ter na evropskem prvenstvu. Tega leta je bila nominirana za Slovenko leta, prejela pa je naziv slovenske športnice leta (znova v letih 2003 in 2004).
Nov odmeven nastop je dosegla na poletnih olimpijskih igrah 2004 v Atenah, ko je v finalu teka na 800 m po fotofinišu zasedla tretje mesto in osvojila bronasto olimpijsko medaljo.
Zaton kariere se je začel 18. junija 2007, ko je bila na protidopinškem testiranju pozitivna za eritropoetin. 26. julija je Mednarodna atletska zveza sporočila, da je B-test potrdil rezultate. Sama je zanikala uporabo nedovoljenih substanc in napovedala pritožbo. Kaznovana je bila z dveletno prepovedjo tekmovanj; znova se je na steze vrnila julija 2009, a je z mednarodnim nastopanjem zaključila.
Po izbruhu dopinške afere leta 2007 se je ločila od takratnega moža Aleša Čeplaka. Dve leti kasneje se je poročila z atletom Andrejem Batageljem, par živi v Celju in ima dvojčici.

## Dosežki
- 4. mesto, Evropsko mladinsko prvenstvo 1993 - San Sebastian, Španija (800m)
- 3. mesto, Evropsko mladinsko prvenstvo 1995 - Madžarska (1500 m)
- 5. mesto, Svetovno dvoransko prvenstvo 2001 - Lizbona (800 m)
- 1. mesto, Evropsko dvoransko prvenstvo 2002 - Dunaj (svetovni dvoranski rekord) (800 m)
- 1. mesto, Evropsko prvenstvo 2002 - München (800 m)
- 3. mesto, Svetovni pokal 2002 - Madrid (800 m)
- 4. mesto, Evropsko dvoransko prvenstvo 2002 - Gent (800 m)
- 3. mesto, Poletne olimpijske igre 2004 - Atene (800 m)
- 2. mesto, Svetovno dvoransko prvenstvo 2004 - Budimpešta (800 m)
- 3. mesto, evropsko dvoransko prvenstvo 2007 - Birmingham (800 m)

## Rekordi
Batageljeva je večkratna državna rekorderka ter svetovna dvoranska rekorderka v teku na 800 m s časom 1:55,82 (Dunaj, 2. marec 2002). 

### Osebni rekordi
- 3000 m - 9:50,15 (1996)
- 3000 m dvorana - 10:00,59 (1996)
- 21 km - 1:23,55 (1997)
- 200 m - 27,04
- 400 m - 54,67 (2000)
- 800 m - 1:55,19 DR (2002)
- 800 m dvorana - 1:55,82 SR (2002)
- 1000 m - 2:31,66 DR (2002)
- 1500 m dvorana - 4:05,44 DR (2002)
- 1500 m - 4:02,44 DR (2003)

DR = državni rekord
SR = svetovni rekord